# Gustavus Woodson Smith
Gustavus Woodson Smith (30 november 1821 – 24 juni 1896) was een Amerikaanse beroepsmilitair en ingenieur. Hij nam deel aan de Mexicaans-Amerikaanse Oorlog. Tijdens de Amerikaanse Burgeroorlog was hij generaal-majoor bij de Confederate States Army. Gedurende enkele dagen was hij bevelhebber van het Army of Northern Virginia nadat Joseph E. Johnston gewond was geraakt tijdens de Slag bij Seven Pines en voor Robert E. Lee het bevel overnam. Smith diende gedurende een week als minister van Oorlog. In de laatste jaren van het conflict diende hij in de Georgia Militia.

## Vroege jaren en militaire loopbaan in het U.S. Army
Smith werden geboren op 30 november 1821 in Georgetown, Kentucky. Hij was de schoonbroer van Horace Randal en een ver familielid van John B. Hood. In 1842 studeerde Smith af aan de United States Military Academy in West Point als achtste in een klas van 56 kadetten. Hij werd benoemd tot gebrevetteerd tweede luitenant bij het United States Army Corps of Engineers. Op 1 januari 1845 werd hij bevorderd tot tweede luitenant.
Tijdens de Mexicaans-Amerikaanse Oorlog werd Smith tweemaal bevorderd voor bewezen moed. Op 18 april 1847 werd hij gebrevetteerd eerste luitenant na de Slag bij Cerro Gordo en op 20 augustus 1847 kreeg hij een promotie tot gebrevetteerd kapitein na de Slag bij Contreras. In 1848 werd hij lid van de Aztec Club of 1847, een vereniging voor officieren die meegevochten hadden in de Mexicaans-Amerikaanse oorlog.
Op 3 maart 1853 werd Smith bevorderd tot eerste luitenant. Hij nam ontslag uit het leger op 18 december 1854 en vond werk als ingenieur in New York. Tussen 1858 en 1861 was hij verantwoordelijk voor de aanleg en onderhoud van de wegen in de stad.

## Amerikaanse Burgeroorlog
Toen de Amerikaanse Burgeroorlog uitbrak in april 1861 werd de thuisstaat van Smith, Kentucky, van de ene dag op de andere een grensstaat. Zowel de Zuidelijken als de Noordelijken hadden een sterke aanhang in Kentucky, maar Smith koos partij voor de Zuidelijke Staten en meldde zich in Richmond, Virginia aan bij het Confederate States Army. Op 19 september werd hij benoemd tot generaal-majoor. Hij diende in het Army of Northern Virginia en had tijdens de Schiereilandveldtocht en de Slag bij Seven Pines het bevel over de linkervleugel van het leger.
Tijdens de Slag bij Seven Pines raakte generaal Joseph E. Johnston, bevelhebber van het Army of Northern Virginia, gewond. Smith was de generaal-majoor met de langste staat van dienst en volgde Johnston op. Smith kreeg echter een zenuwinzinking. President Jefferson Davis verving hem op 1 juni door generaal Robert E. Lee. De volgende dag vertrok Smith op ziekteverlof.
Eind augustus was Smith voldoende hersteld om terug te keren in actieve dienst. Hij kreeg de verantwoordelijkheid over de verdedigingswerken rondom de hoofdstad. In september werd hij ook verantwoordelijkheid over het Department of North Carolina & Southern Virginia. Tussen 17 november en 21 november 1862 was hij de minister van Oorlog ad interim.
Hij nam ontslag uit het leger op 17 februari 1863 en ging voor de rest van het jaar aan de slag als vrijwilliger bij generaal P.G.T. Beauregard. Naast zijn vrijwilligerswerk was hij ook directeur van de Etowah Iron Works. Hij nam ontslag uit deze functie toen hij op 1 juni 1864 benoemd werd tot generaal-majoor van de Georgia Militia, een benoeming die hij tot het einde van de oorlog zou uitvoeren.

## Latere jaren
Na zijn overgave werd hij op 20 april 1865 vrijgelaten en vestigde hij zich in Tennessee waar hij tussen 1866 en 1870 een fabriek voor ijzerproductie had. Smith verhuisde terug naar Kentucky waar hij werkte als verzekeringsmakelaar tot hij in 1876 naar New York verhuisde om schrijver te worden. Een aantal van zijn publicaties waren Notes on Insurance (1870), Confederate War Papers (1884), The Battle of Seven Pines (1891) en  Generals J. E. Johnston and G. T. Beauregard at the Battle of Manassas, July 1861 (1892). Zijn laatste boek, Company "A," Corps of Engineers, U.S.A., 1846–48, in the Mexican War werd gepubliceerd na zijn dood in 1896.
In december 1894 was hij een van de 19 oprichters van de Military Order of Foreign Wars, een veteranenvereniging die open stond voor alle takken van de strijdkrachten.
Smith overleed op 24 juni 1896 en werd begraven op de Cedar Grove Cemetery in New London, Connecticut.